# Rheumaptera fimbriata
Rheumaptera fimbriata är en fjärilsart som beskrevs av Louis Beethoven Prout 1910. Rheumaptera fimbriata ingår i släktet Rheumaptera och familjen mätare. Inga underarter finns listade.